# Липинский, Валерий Владимирович
Валерий Владимирович Липинский (1956—2008) — генерал-майор внутренних войск, участник первой и второй чеченских войн.

## Биография

Могила Липинского на Северном кладбище Ростова-на-Дону.

Валерий Липинский родился 7 сентября 1956 года в городе Торез (ныне — Донецкая область Украины). В 1973 году он окончил Минское суворовское военное училище и поступил на учёбу в Ташкентское высшее танковое командное училище. Окончил его с отличием, имя Липинского было занесено на Доску почёта училища. С 1977 года Липинский служил на командных и штабных должностях в составе частей Группы советских войск в Германии, Ленинградского, Забайкальского и Северо-Кавказского военных округов. В 1988 году Липинский окончил Военную академию бронетанковых войск.
С октября 1994 года Липинский служил во внутренних войсках Министерства внутренних дел Российской Федерации, был заместителем командира, командиром бригады, заместителем командира дивизии, командиром отдельной бригады оперативного назначения, начальником Группы оперативного управления по Республике Дагестан. В 2005 году Липинскому было присвоено воинское звание генерал-майора, а в 2007 году он был назначен первым заместителем начальника штаба Северо-Кавказского регионального командования внутренних войск МВД РФ.
29 декабря 2008 года в результате обстрела боевиками своего автомобиля генерал-майор Липинский получил тяжёлые ранения, от которых скончался в Махачкалинской клинической больнице в тот же день. Похоронен на Северном кладбище Ростова-на-Дону. Несколько месяцев спустя, согласно сообщениям в СМИ, бандформирование, причастное к убийству Липинского, было разгромлено федеральными силами.
Заслуженный военный специалист Российской Федерации. Был награждён орденом «За военные заслуги», рядом медалей и именным оружием.